# Morpheus (Clarke)

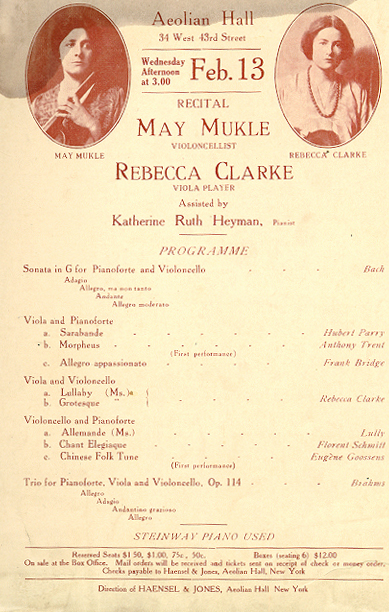
Programa del estreno de Morpheus, a cargo de la compositora.

Morpheus es una composición para viola y piano de la compositora y violista inglesa Rebecca Clarke. Fue escrita en 1917, cuando Clarke estaba siguiendo una carrera como intérprete en Estados Unidos. 

## Análisis
La pieza muestra el lenguaje musical impresionista que la compositora había desarrollado, inspirado en la música de Claude Debussy y Ralph Vaughan Williams, que también es evidente en su Sonata para viola y piano. Las armonías son etéreas y de otro mundo; el título es el nombre del dios griego Morfeo, que estaba especialmente asociado con el sueño y los sueños.

## Historia
Clarke realizó la primera interpretación de la obra en un recital en el Aeolian Hall de la ciudad de Nueva York en febrero de 1918 y, posteriormente, la interpretó en el Carnegie Hall en la primavera de 1918 con gran éxito. Incluyó la obra en el programa y firmó la partitura autógrafa con el seudónimo Anthony Trent. Clarke estaba cohibida por tener una larga lista de piezas seguidas por su nombre en lugar del compositor. Si bien los medios de comunicación elogiaron levemente las composiciones que llevan el nombre de Clarke, aplaudieron enormemente el trabajo del inexistente «Mr. Trent». Para Clarke, esto sólo fortaleció su creencia de que no era ni el momento ni el lugar para las compositoras, aunque un ensayo sobre ella de la misma época habla de la fertilidad de Estados Unidos para producir un compositor importante, que resultó ser una mujer. A pesar de las inseguridades de Clarke, la pieza sobrevive, en dos versiones, hasta nuestros días y es una parte integral del repertorio para viola.
La partitura es publicada por Oxford University Press.

## Discografía
- A Portrait of the Viola – Helen Callus, viola; Robert McDonald, piano; ASV Living Era (2002)
- English Music for Viola – Paul Coletti, viola; Leslie Howard, piano; Hyperion Records CDA66687 (1994)
- Rebecca Clarke Viola Music – Philip Dukes, viola; Sophia Rahman, piano; Naxos Records 8.557934 (2007)
- Phantasy: English Music for Viola and Piano – The Bridge Duo: Matthew Jones, viola; Matthew Hampton, piano; London Independent Records LIR 011 (2006)
- Intermezzo: Music for Viola and Piano by Bax, Walton, Clarke, Bliss and Bridge; Matthew Jones, viola; Michael Hampton, piano; Naxos Records (2011)
- Rebecca Clarke: Works for Viola and Piano – Daniela Kohnen, viola; Holgar Blüder, Piano; Coviello Classics CC50202 (2001)
- Rebecca Clarke: String Chamber Music – Kenneth Martinson, viola; Christopher Taylor, piano; Centaur Records CRC 2847 (2008)
- Heartache: An Anthology of English Viola Music – Dame Avril Piston, viola; Shamonia Harpa, piano; Guild GMCD 7275 (2004)
- Rebecca Clarke: Midsummer Moon – Michael Ponder, viola; Ian Jones, piano; Dutton Epoch CDLX 7105 (1998)